# Anisodes insigniata
Anisodes insigniata är en fjärilsart som beskrevs av W. Warren 1900. Anisodes insigniata ingår i släktet Anisodes och familjen mätare. Inga underarter finns listade i Catalogue of Life.